# Aceratherium
Aceratherium — рід носорогів підродини Aceratheriinae, що жив у Євразії в міоцені.

## Таксономія

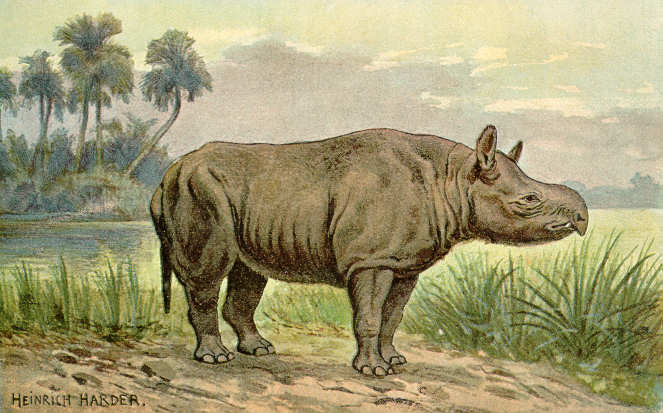
Реставрація

Aceratherium був винайдений Каупом (1832) для "Rhinoceros" incisivum Cuvier, 1822 на основі подібності двох черепів з Еппельсхайму, Німеччина, до голотипного різця з Вайзенау за структурою зубів. Однак зуб із Вайзенау був визнаний належним представнику Teleoceratini, хоча назва Aceratherium широко використовувалася для черепів Еппельсхайма. Традиційно багато видів відносять до Aceratherium на основі того, що вони безрогі, перетворюючи рід на сміттєвий кошик. Перегляди протягом багатьох років видалили більшість видів до такої міри, що тепер є лише три дійсні загальновизнані види (A. incisivum, A. depereti та A. porpani).

## Опис
Ацератерій досягав 2.3 м в довжину, висоту близько 120 см і вагу близько 1 тонни. Його брахіодонтний зуб припускає, що це був брахіодонт, який харчувався листям і м'якими овочами. У нього були досить довгі кінцівки порівняно з іншими Aceratheriinae, а пропорції були схожі на тапіра. У самців були схожі на бивні різці, які були набагато більші, ніж у самок.